# 長谷川美羽
長谷川 美羽（はせがわ みう、2006年6月6日 - ）は、オスカープロモーション所属の日本の子役。身長160 cm。血液型はO型。趣味はお菓子作り。特技はダンス（ジャズ・ファンク）。

## 出演

### テレビドラマ
- 「さくらの親子丼」第1話・第2話・第3話（2017年10月7日・10月14日・10月21日、フジテレビ） - 九十九恭子（幼少期） 役[2]

### 配信ドラマ
- 「フェイス -サイバー犯罪特捜班-」（2017年7月11日、Amazonプライム・ビデオ） - 結城凛（幼少期） 役[3]

### ミュージックビデオ
- flumpool「とうとい」（2017年）

### イベント
- 「三松きものショー」（2018年2月18日）

### 雑誌
- STORY

### CM
- セガトイズ「ぷにジェル ゆめぷにビーズアーティスト」
- 田中貴金属工業
- NTTドコモ
- NEC